# Gedenkteken Lancaster
Het Gedenkteken Lancaster is een gedenkteken in december 2022 geplaatst in Metrostation Amsterdam-Noorderpark.
Op 20 december 1942 stortte een Avro Lancaster (R5512) neer in het Volewijkspark nabij Nieuwendammerham. Het kwam terug van een bombardement op Duisburg in het Ruhrgebied, toen het boven Amsterdam-Noord getroffen werd door Duits afweergeschut. Zes bemanningsleden kwamen direct om, een zevende Roy Bambury ontsnapte uit het brandende vliegtuig, maar overleed toch vrijwel direct doordat hij door/op een dakkapel aan de Adelaarsweg 116 viel. Bambury zou net als twee collegae nog een begrafenis krijgen op De Nieuwe Ooster, de anderen waren met vliegtuig en al de modderige bodem ingezakt. In 1962 werd een deel van het Volewijkpark gereed gemaakt voor de toevoerwegen van de IJtunnel en de bommenwerper werd weer zichtbaar. De vier als vermist te boek staande vliegeniers werden eveneens teruggevonden en geborgen; ze werden begraven op de Canadian War Cemetery in Groesbeek. Het leek einde verhaal totdat Jos de Groot, geboren in Nijmegen, maar wonende in Amsterdam-Noord probeerde het verhaal (opnieuw) te reconstrueren. Hij riep de Stichting Lancaster R5512 in het leven en wist met allerlei hulp de geschiedenis weer naar voren te halen. Samen met anderen uit Noord reconstrueerden ze tevens een Lancastercockpit en hij richtte zijn woning in als een soort Lancastermuseum. De Groot, opgegroeid in Nijmegen, hoorde in zijn jeugd over de inkwartiering van het geallieerde leger in en om zijn woonplaats.
Op 20 december 2022 werd het door Marvano (Mark Van Oppen) getekende gedenkteken onthuld door de aanwezige nabestaanden, waarvan er één uit Vancouver, Canada voor de gelegenheid overkwam. Marvano's tekening is te zien in zijn stripboek De zeven dwergen. Het gedenkteken werd aangebracht op de noordermuur op circa dertig meter van de plek waar het vliegtuig was neergestort.

## Galerij

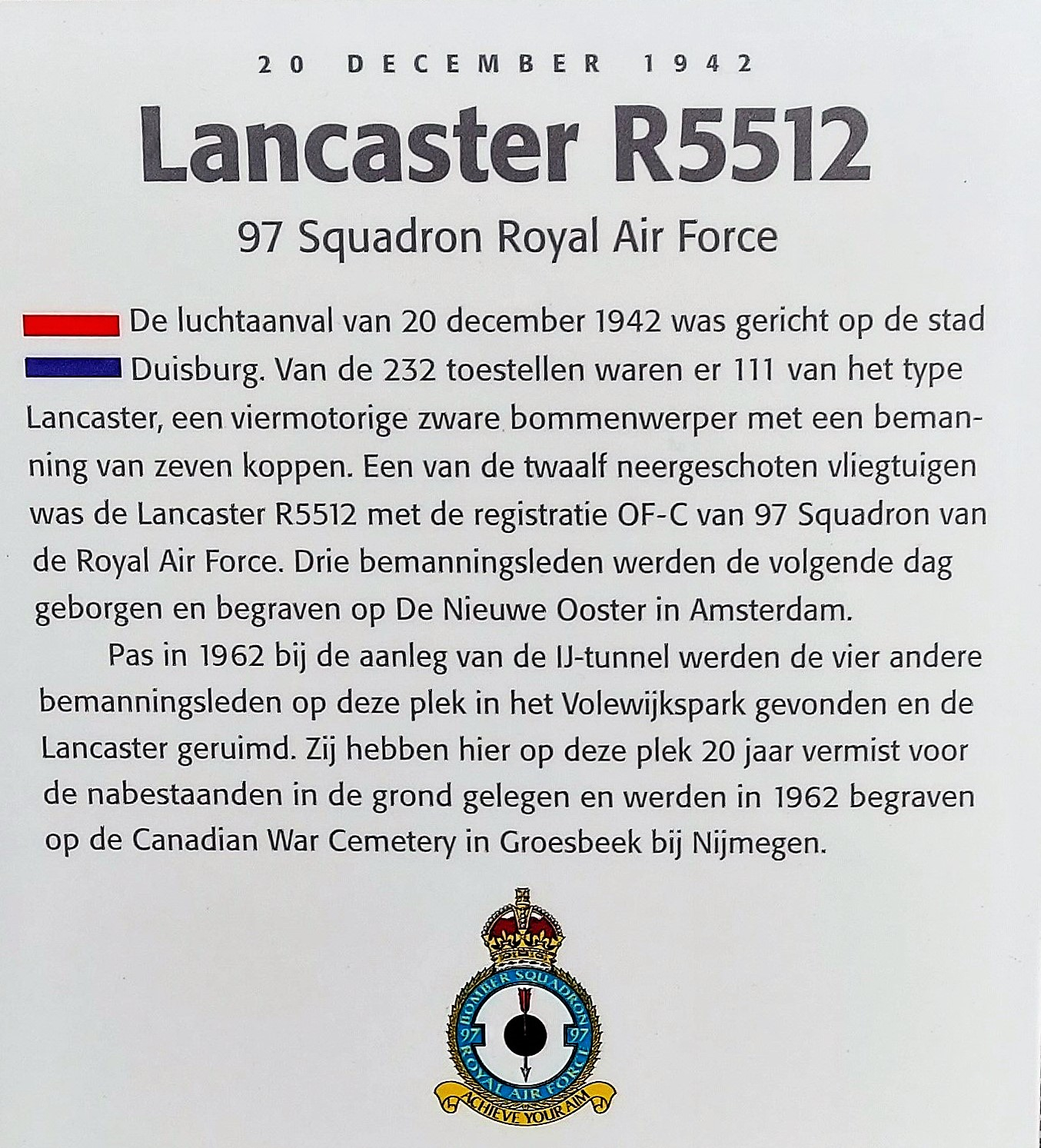
Het verhaal
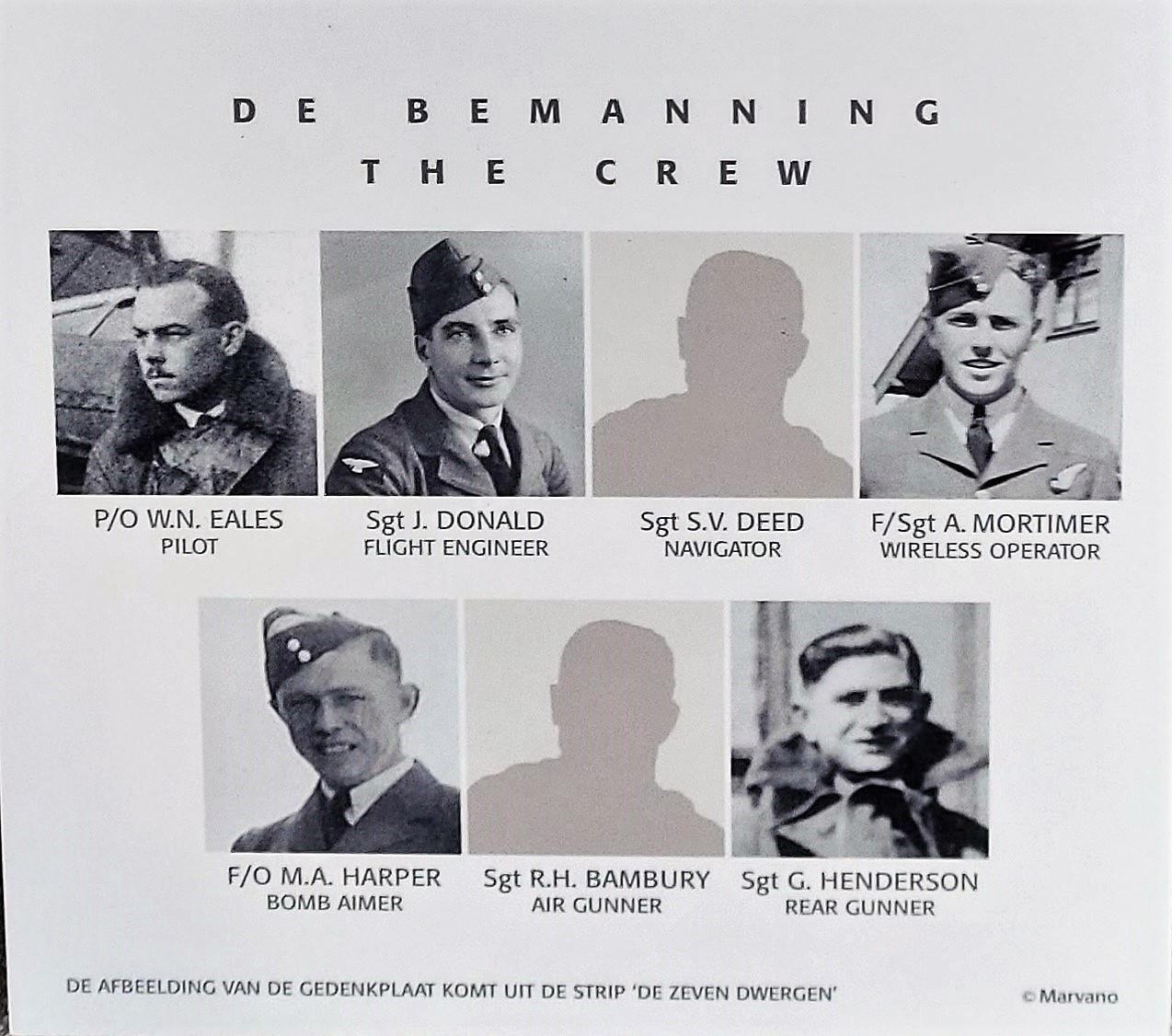
De bemanning